# Severina Vučković
Severina Vučković (Split, 21. travnja 1972.) hrvatska je pjevačica i glumica. 
Dobitnica je nagrade "Zlatna ptica", za najtiražnijega izvođača desetljeća u Hrvatskoj, nagrade "Večernjakova ruža" za ženskog izvođača godine 2001. i 2002. godine, te nagrade "Zlatna bubamara" za izvođača godine u Sjevernoj Makedoniji, kao i mnogih drugih.
Osvojila je Grand prix na festivalu MHJ 2002. godine s pjesmom "Virujen u te", a 2006. godine bila je predstavnica Hrvatske na Eurosongu s pjesmom "Moja štikla". Do sad je objavila jedanaest studijskih albuma, a trenutno radi na dvanaestom .
Njene najpoznatije pjesme su: "Tvoja prva djevojka", "Dalmatinka", "Paloma Nera", "Trava zelena", "Virujen u te", "Krivi spoj", "Moja štikla", "Gas, gas", "Tridesete", "Brad Pitt", "Italiana", "Uzbuna", "Dobrodošao u klub", "Uno momento", jedne od najpoznatijih, a od kojih je: "Pogled ispod obrva", "Mili Moj", "Ante", "Da si Moj", "Djevojka sa sela", "Ja samo pjevam" (i drugih) autorica tekstova.
Jedina je Hrvatica koja na YouTube kanalu ima sveukupno više od 1 milijardu pregleda.[nedostaje izvor]

## Životopis

### Djetinjstvo i početak karijere (1972. – 1993.)
Rođena je i odrasla u Splitu. S 10 godina nastupa u mjuziklu "Frane štrapalo", a poslije upisuje Srednju glazbenu školu u Splitu, ali školovanje prekida kako bi se posvetila glazbenoj karijeri. 
Početkom 1990. godine pobijedila je na radijskom natjecanju „DemoX“ Radio Zagreba i osvojila snimanje svog prvog LP-a. Srpnja 1990. godine nastupa na Splitskom festivalu s pjesmom „Vodi me na ples“, a krajem godine i na Zagrebfestu s pjesmom „Sklopi oči muzika dok svira“, gdje je osvojila prvu nagradu. Iste godine postaje i voditeljica emisije „Top cup“ na HRT-u, koju je vodila godinu dana, a krajem godine odlazi na prvu turneju po Australiji.
Početkom 1991. godine upoznaje poznatnog skladatelja Zrinka Tutića s kojim 1992. godine snima svoj drugi album Severina. S albuma su izdana dva singla „Tvoja prva djevojka“ i „Kad si sam“.

### Dalmatinka, Trava zelena, Moja stvar i Djevojka sa sela (1993. – 1999.)
Godine 1993. snima treći studijski album Dalmatinka s kojim je postala jedan od najtiražnijih izvođača godine. S albuma su izdana dva singla „Dalmatinka“ i „Paloma nera“. Iste godine odlazi na svoju prvu turneju po Hrvatskoj i Sloveniji. 
Dvije godine nakon albuma Dalmatinka objavljuje svoj četvrti album Trava zelena, s kojeg su se izdvojile pjesme „Trava zelena“ i „Ti si srce moje“, duet sa Žerom. Na ovom albumu Severina je bila prvi put potpisana kao autor tri pjesame.
Godine 1996. objavljuje svoj peti album Moja stvar u izdanju diskografske kuće Croatia Records, gdje Severina uz naslovnu pjesmu potpisuje i tekstove na još nekoliko pjesama. Međutim, album je naišao na oštre kritike od struke i publike zbog prenaglašenog rock zvuka. Osim naslovne pjesme, s albuma se izdvojila i pjesma „Od rođendana do rođendana“ koju je za nju napisao Saša Lošić. Mnogo uspješniji bio je sljedeći, šesti album Djevojka sa sela s kojega se, osim naslovne, izdvajaju pjesme „Prijateljice“, „Sija sunce, trava miriše“. „Rastajem se od života“ i druge. Iste godine pjesma "Djevojka sa sela" postaje himna hrvatske nogometne reprezentacije, a potkraj godine dolazi do razlaza sa Zrinkom Tutićem i njegovom producentskom kućom „Tutico“.

### Ja samo pjevam, Pogled ispod obrva i Karolina Riječka (1999. – 2004.)
Početkom 1999. godine odlazi na drugu turneju po Australiji, a u srpnju iste godine nastupa na MHJ s pjesmom Dorđa Novkovića „Da si moj“. Iste godine objavljuje sedmi albuma Ja samo pjevam koji je vraća na vrh svih top ljestvica, a s kojeg se izdvajaju mnoge pjesme, kao što su „Ante“, „Ja samo pjevam“, „Daj da biram“, „Esmeralda“ i druge. 6. srpnja 2000. godine održala je solistički koncert na stadionu Stari plac u Splitu pred više od 20.000 ljudi.
Godine 2001. ponovno nastupa na MHJ s pjesmom „Ajde, ajde, zlato moje“, a potkraj godine odlazi na treću turneju po Australiji. Osmi album Pogled ispod obrva izdaje 2001. godine, gdje je uz Dorđa Novkovića većinski autor. S pjesmom „Virujen u te“ pobjeđuje na MHJ iste godine i osvaja Grand prix, a album „Pogled ispod obrva“ postaje najprodavaniji album u njenoj karijeri.
Potkraj 2001. godine kreće na veliku dvoransku turneju „Virujen u te“ koja je obuhvatila sve države nastale raspadom Jugoslavije, osim Srbije.
Godine 2002. izdaje uživo album Virujen u te (najbolje uživo!) u izdanje diskografske kuće „Dallas Records“, koji je kasnije nagrađen priznanjem za najprodavaniji uživo album. Album „Pogled ispod obrva“ bio je nominiran za album godine za diskografsku nagradu Porin, a pjesma „Virujen u te“ za hit godine. Iste godine dobiva i nagradu "Zlatna ptica" za najtiražnijega izvođača desetljeća. Srpnja 2003. godine dobiva ponudu od Mani Gotovac za ulogu u predstavi „Karolina Riječka“, gdje se Severina pokazala i odličnom glumicom. Iste godine briljirala na dodijeli nagrada "Pink awards" u Srbiji, gdje osvaja nagradu za najboljeg ženskog izvođača i najbolji uživo album Virujen u te (najbolje uživo!).

### Severgreen, Moja štikla i Zdravo Marijo (2004. – 2011.)
Deveti album Severgreen izdaje 2004. godine, a promocija albuma bila je upriličena u kazalištu Kerempuh. S albuma su izdana dva singla „Hrvatica“ i „Adam i Seve“. Godinu kasnije prihvaća ulogu Olje u filmu „Duhovi Sarajeva“, koji snima u Sarajevu s glumcima Enisom Bešlagićem i Davorom Janjićem, a potkraj iste godine nastupa u predstavi „Čekajući svog čovika“, koju je za nju režirao Jagoš Marković. 
Početkom 2006. godine nastupa na „Dori“ s pjesmom „Moja štikla“ koja pobjeđuje i odlazi na Eurosong u Atenu gdje osvaja trinaesto mjesto. Autori su pjesme Boris Novković, Severina i Goran Bregović, s kojim počinje suradnju za svoj sljedeći album. 2007. godine dobiva ulogu barunice Castelli u drami „Gospoda Glembajevi“. Iste godine sa Sašom Lošićem snima pjesmu „Gardelin“ za slovenski film „Pijetlov doručak“.
U svibnju 2008. godine u suradnji s Goranom Bregovićem objavljuje deseti album Zdravo, Marijo u izdanju diskografske kuće Dallas Records. S albuma je izdano pet singlova „Gas, gas“, „Tridesete“, „Zdravo, Marijo“, „Gade“ i „Haljinica boje lila“. Potkraj 2008. godine odlazi na dvoransku turneju „Tridesete“, koja obuhvaća sve velike gradove u državama nastalih raspadom Jugoslavije, osim Sarajeva. U ljeto 2009. godine nastupa na Splitskom festivalu s pjesmom "'Ko to pita", jednom od posljednjih pjesama Đorđa Novkovića. Iste godine na festivalu Sunčane skale album Zdravo Marijo proglašen je albumom godine, a pjesma "Tridesete" pjesmom godine. 2010. godine izlazi i DVD Tridesete - uživo s koncerta u Beogradu te iste godine nastupa na Splitskom festivalu s pjesmom "Nevira".

### Dobrodošao u klub i novi projekti (2011. – 2016.)
Godine 2011. najavljuje novi album sa singlovima „Brad Pitt“ i „Grad bez ljudi“, a srpnja 2012. godine objavljuje singl „Italiana“. Prosinca iste godine objavljuje jedanaesti album Dobrodošao u klub, s kojeg su izdana još tri singla „Uzbuna“, „Dobrodošao u klub“ i „Ostavljena“. Iste godine odlazi na veliku dvoransku turneju „Dobrodošao u klub“ po zemljama nastalim nakon raspada Jugoslavije. Listopada 2013. godine objavljuje novi singl „Hurem“. Početkom 2014. godine trijumfovala je na 17. dodjeli nagrada "Zlatna bubamara" u Makedoniji, gdje osvaja nagrade za najbolju pjevačicu regije, za najbolji album godine, te za najbolju regionalnu turneju. Ožujka 2014. godine objavljuje pjesmu "Alcatraz". Travnja iste godine obajvljuje singl "Brazil" u susret Svjetskom nogometnom prvenstvu u Brazilu. Severina je izjavila "kako pjesma nije klasična navijačka, već više za cijelu obitelj".
Singl "Uno momento" objavljuje srpnja 2014. godine u suradnji s grupom "Ministarke" iz Srbije. Singl je za samo 24 sata bio preslušan preko 728.000 puta na stranici YouTube,čime je oboren regionalni rekord koji je to tada držao singl "Italiana", kojeg je u prvom danu preslušan 500.000 puta. Do danas pregledi tog spota sadržavaju više od 130 milijuna pregleda.  U Listopadu 2014. godine objavljuje pjesmu "More tuge", duet s pjevačem Sašom Matićem. "More tuge" je pregledana 750.000 puta u 24 sata, a do danas broji više od 50 milijuna pregleda. Krajem godine objavljuje pjesmu "Generale", duet sa ženskom sastavom  Učiteljice. 
Krajem 2015. godine snima duet s Goranom Karanom kao prvi singl mjuzikla 'Naša bila štorija', a naredne godine godine objavljuje i drugi singl "Manta me jubav" zajedno s Karanom, Danijelom Martinović i Giulianom. Iste godine objavljuje dva singla "Sekunde" i "Silikoni. 

### Halo (2017. – danas)
Početkom veljače 2017. godine objavila je pjesmu "Kao", prvi singl s dvanaestog studijskog albuma. Spot za singl snimljen je u Koncertnoj dvorani Vatroslava Lisinskog. Godine 2019. izbacuje svoj dvanaesti album Halo, kojeg je izdala diskografska kuća Dallas Records. Na albumu se našlo sedamnaest pjesama od kojih su neke "Unaprijed Gotovo" s Petrom Grašom i dvije suradnje s Jalom Bratom "Otrove" i "Magija".

## Prijepori

### Skandal na Porinu
Godine 2002. album Pogled ispod obrva bio je nominiran u kategoriji za album godine za diskografsku nagradu Porin, a pjesma "Virujen u te" za hit godine. Severina je trebala nastupiti s pjesmama "Virujen u te" i "Mala je dala", s kojom je trebala zatvoriti Porin. Međutim Zrinko Tutić, član Upravnog odbora Porina, zahtijevao je da Severina zamijeni pjesmu "Mala je dala", jer ju je smatrao neprikladnom za završnu pjesmu manifestacije. Nakon što je Severina odbila, prebacili su je u sredinu programa, nakon čega se ona odlučila u izravnom prijenosu na HRT-u u posljednji tren promijeniti tekst pjesme, a glasio je: „Ista pisma samo druge riči, jedan tukac drugom tukcu sliči, s takvima je mala oduvijek znala...”.

### Severina vs. Edo Maajka
Godine 2004. Severina je iskoristila sukob s reperom Edom Maajkom i prozvala ga u pjesmi "Hrvatica", dio posvećen reperu glasi: "Hrvatski reperi dignite hajku, onaj kuhar vam uzeo pos'o, djeca vam slušaju krivu majku." Ni poznati reper nije joj ostao dužan, te joj je posvetio pjesmu "Severina" s albuma Stig'o ćumur iz 2006. godine. 

### Porno uradak
Godine 2004. u javnosti se pojavio privatni porno uradak Severine s poduzetnikom Milanom Lučićem, zbog čega je bila odsutna sa scene više od šest mjeseci, sve dok na nagovor diskografske kuće Dallas Records nije pristala uraditi promociju albuma "Severgreen" u kazalištu Kerempuh. Severina je 2013. godine izjavila kako joj je porno uradak nanio veliku štetu, depresiju i otkazivanje sponzorskih ugovora.

### Povlačenje sa Splitskog festivala
Godine 2006. trebala je nastupiti na 46. Splitskom festivalu s pjesmom "Moj sokole", prvobitnom verzijom pjesme "Moja štikla". Međutim, zbog kritičkih novinskih napisa o njezinoj pjesmi, ali i istupa kolege Jasmina Stavrosa, koji je optužio organizatore za protežiranje Severine, ona je odustala od nastupa. Nataša Bebić, sestra pjevača Tome Bebića, optužila je Severinu za plagiranje njegove pjesme "Oja noja".

### Politika
Severina je mnogo puta dospjela u hrvatske medije zbog svojih komentara o aktualnoj političkoj situaciji u Hrvatskoj, te zbog svog angažmana u predizbornoj kampanji SDP-a tijekom parlamentarnih izbora 2003. godine. Tijekom 2010. i 2011. godine u javnosti je prozivala Jadranku Kosor, tadašnju hrvatsku predsjednicu vlade, navodeći kako ne zaslužuje to mjesto predsjednice vlade.

### Bitka za skrbništvo
Severina i njen bivši partner srpski poduzetnik Milan Popović imali su prijepore na sudu za skrbništvo nad njihovim zajedničkim sinom Aleksandrom. Severina i njezin bivši partner trenutno imaju ravnopravno skrbništvo nad sinom.

## Privatni život
Prva veza koja je bila poznata u javnosti bila je ona tijekom devedesetih s Alenom Marinom, pjevačem grupe Kojoti. Godine 2004. bila je zaručena za poduzetnika Srećka Vargeka, međutim 2005. godine raskinuli su zaruke. Godine 2007. bila je u vezi s Matom Čuljkom, a 2008. godine upoznala je Slavka Šainovića s kojim je bila sve do 2010. godine kada je raskinula zaruke zbog veze s Milanom Popovićem. 22. studenog 2015. godine udala se za Igora Kojića, bivšeg srpskog nogometaša te sina poznatog srpskog glazbenika Dragana Kojića. Severina se razvela u kolovozu 2021. godine. 
20. veljače 2012. godine, Severina je u Splitu rodila svoje prvo dijete, sina Aleksandra. Otac djeteta je srpski poduzetnik Milan Popović. Godine 2013. javno je podržala LGBT zajednicu u Hrvatskoj.

## Filmografija

### Televizijske uloge
- "Superstar" kao član žirija (2023.)
- "Večernja škola: Povratak upisanih" kao Narikača Cvija (2005.)
- "Naši i vaši" kao pjevačica u glazbenom festivalu (2002.)

### Filmske uloge
- "Posljednji Srbin u Hrvatskoj" kao Francesca Gambini de la Norde (2019.)
- "Budi mi prijatelj" kao Severina Vučković (2014.)
- "Duhovi Sarajeva" kao Olja (2007.)
- "Petelinji zajtrk" kao Severina Vučković (2007.)

## Diskografija

### Studijski albumi
- Severina[33] (1990.)
- Severina[34] (1992.)
- Dalmatinka[35] (1993.)
- Trava zelena[36] (1995.)
- Moja stvar[37] (1996.)
- Djevojka sa sela[38] (1998.)
- Ja samo pjevam[39] (1999.)
- Pogled ispod obrva[40] (2001.)
- Severgreen[41] (2004.)
- Zdravo Marijo[42] (2008.)
- Dobrodošao u klub[43] (2012.)
- Halo[44] (2019.)

### Uživo albumi
- 1999. Paloma nera – uživo[45]
- 2002. Virujen u te (najbolje uživo!)[46]
- 2010. Tridesete – uživo[47]
- 2014. Dobrodošao u klub live[48]

## Turneje
- 1993. – Dalmatinka
- 1995. – Moja stvar
- 2001. – Virujen u te
- 2009. – Tridesete
- 2013. – Dobrodošao u klub
- 2019. – The Magic Tour

## Vanjske poveznice
- Službena stranica
- SeveFanClub.com  Arhivirana inačica izvorne stranice od 4. ožujka 2007. (Wayback Machine)